# Ignacy Drabczyński
Dominik Drabczyński O.F.M. Ref., właściwie Ignacy Drabczyński (ur. 8 listopada 1916 w Kętach, zm. 11–13 maja 1940 w Katyniu) – polski duchowny katolicki, franciszkanin reformata, porucznik rezerwy Wojska Polskiego, ofiara zbrodni katyńskiej.

## Życiorys
Urodził się 8 listopada 1916 r. w Kętach na terenie diecezji krakowskiej, jako syn Ignacego i Marii (z  domu Kindler). Ukończył szkołę elementarną w Kętach oraz gimnazjum w Bielsku.
Po ukończeniu szkoły w 1934 r. wstąpił do zgromadzenia franciszkanów reformatów (wewnętrznej frakcji Zakonu Braci Mniejszych), gdzie przybrał imię zakonne brat Dominik. 29 sierpnia 1934 r. rozpoczął roczny nowicjat w Pilicy, po którym 30 sierpnia 1935 r. złożył pierwsze śluby zakonne.
W latach 1935–1938 mieszkał w klasztorze św. Kazimierza Królewicza w Krakowie. W tym czasie pobierał nauki w Studium Humanistyczno-Filozoficznym o. kapucynów, zwieńczone zdaniem matury w 1938 r. Po przerwie wakacyjnej został przeniesiony do klasztoru franciszkanów w Wieliczce, gdzie 8 września 1938 r. złożył śluby wieczyste: posłuszeństwa, czystości i ubóstwa. W tym samym roku przeszedł kwalifikację wojskową, w czasie której zaliczono go do pospolitego ruszenia ze zwolnieniem od obowiązku noszenia broni.
Po niemieckiej agresji na Polskę wraz z grupą braci franciszkanów z Wieliczki otrzymał polecenie udania się na wschód, do Chełma. Tam posługiwał jako sanitariusz w szpitalu polowym Armii „Lublin”. Po sowieckiej agresji na Polskę 17 września 1939 r. w nieznanych okolicznościach został schwytany przez Armię Czerwoną. Najbardziej rozpowszechniona wersja wydarzeń mówi o tym, że nosił w tych dniach płaszcz po zabitym poruczniku WP i został przez to omyłkowo zakwalifikowany przez władze sowieckie jako oficer i kapelan. Początkowo przebywał w obozie przejściowym w Szepetówce, skąd w listopadzie 1939 trafił do obozu jenieckiego w Starobielsku. Ostatecznie przewieziono go do obozu w Kozielsku. W niewoli kontynuował pracę duszpasterską. Ocalali ze zbrodni katyńskiej oficerowie wspominali, jak brat Dominik zwierzał się im, że chce zostać „apostołem w Rosji”. Między 10 a 11 maja 1940 został przekazany do dyspozycji naczelnika Zarządu NKWD Obwodu Smoleńskiego – lista wywózkowa 054/3 z 5 maja 1940. Między 11 a 13 maja 1940 zamordowany w Katyniu przez funkcjonariuszy Obwodowego Zarządu NKWD w Smoleńsku oraz pracowników NKWD przybyłych z Moskwy na mocy decyzji Biura Politycznego KC WKP(b) z 5 marca 1940. Ofiary tej zbrodni grzebano w bezimiennych mogiłach zbiorowych, gdzie od 28 lipca 2000 mieści się oficjalnie Polski Cmentarz Wojenny w Katyniu. W miejscu tym prowadzone były ekshumacje i prace archeologiczne, jednak Ignacy Drabczyński nie został zidentyfikowany.

## Upamiętnienie
5 października 2007 minister obrony narodowej Aleksander Szczygło mianował go pośmiertnie na stopień kapitana. Awans został ogłoszony 9 listopada 2007 w Warszawie, w trakcie uroczystości „Katyń Pamiętamy – Uczcijmy Pamięć Bohaterów”.
Pod klasztorem w jego rodzinnych Kętach oraz przed seminariami franciszkańskimi w Krakowie i Wieliczce posadzono na jego cześć „Dęby Katyńskie”.
12 maja 2019 w Kalwarii Pacławskiej odbyła się uroczystość związana z odsłonięciem oraz poświęceniem tablicy pamiątkowej i Alei Dębów Pamięci Kapelanów Katyńskich przy kaplicy „Ukrzyżowanie”. Wśród 32 kapelanów wojskowych różnych wyznań, zamordowanych w Katyniu i innych miejscach kaźni w 1940, jest wymieniony kpt. Ignacy Drabczyński.
Jest kandydatem do procesu beatyfikacyjnego.